# Distelberg (Branderoda)
Der Distelberg ist als flächenhaftes Naturdenkmal unter besonderen Schutz gestellt.

## Geographische Lage
Südöstlich bis südwestlich der Ortslage Branderoda ist der Distelberg zu finden. 

## Beschreibung
Als Biotopverbund von Halbtrockenrasen mit Gebüsch- und Waldbereichen trockenwarmer Standorte sowie mit den angrenzenden Flächen mit dem Charakter von Streuobstwiesen ist der Distelberg Lebensraum für zahlreiche seltene und geschützte Arten der heimischen Flora und Fauna. 
Der Flurname Distelberg weist bereits auf den typische Bewuchs die zahlreichen Exemplare der vielen Distelarten hin. Zu nennen sind hier vor allem die zahlreich vorhandene Stängellose Kratzdistel und die Golddistel. 
Im Frühjahr blühen auf dem Distelberg zahlreiche Veilchen und Schlüsselblumen. 
Einige Zeit später verströmen die zahlreichen Obstbaumblüten in den benachbarten Gärten sowie die Blüten der Sträucher von Liguster, Weißdorn, Schwarzdorn und die verschiedenen Wildrosenarten ihren Duft über den Berg in das Tal.
Im weiteren Jahresverlauf sind dann die Blüten der zahlreichen Orchideen auf den Wiesenflächen und in den angrenzenden Gärten zu sehen, das Purpur-Knabenkraut und das Helm-Knabenkraut, das Große Zweiblatt, die Fliegenragwurz und die Bienenragwurz. In den Wäldern wie dem Bauernholz und dem Hirschgrund blühen das Weiße Waldvöglein und die Nestwurz.
Im Blütenkalender vom Distelberg folgen danach die Lindenblüten in den Wäldern und von den Kopflinden auf dem Distelberg. In den angrenzenden Hecken sind die duftstarken Blüten vom Wohlriechenden Geißblatt zu finden und auf den Wiesenflächen der Wiesensalbei und andere Wiesenblumen mit ihren Blüten in den verschiedensten Farben. Diese große Auswahl an Blüten locken wiederum vielfältige Schmetterlingsarten an, die ebenfalls zahlreich auf dem Distelberg zu finden sind.
Dazu passt eine malerisch schwärmende Beschreibung vom Distelberg aus den Kindheits- und Jugenderinnerungen vom Dichter und Kinderbuchautor Adolf Holst (1867–1945), der in Branderoda geboren wurde und seine Kindheit verbrachte. Zitat: „Von der höchsten Höhe aber des geliebten Distelberges, wo er schon in die Hochebene der weiten Erntefelder überging, verschwendeten die sieben Lindengewaltigen, die weitschauenden Wächter des Dorfes im Tal, ihre berauschenden Blütendüfte über die Hänge hinab und in den blauen Himmel hinauf, und tausende von Schmetterlingen jeder Art und Farbe schwebten und gaukelten einzeln und zu zweien und dreien von Blume zu Blume, oder sie wogten in einer Wolke von verwirrender Buntheit die Bergwiese hinauf und hinunter und tranken die Süße des Sommers aus Blütenkelchen: Der Schwalbenschwanz und der Segelfalter, das Pfauenauge, der Admiral, der Trauermantel und der Fuchs, dazu das kleine Volk der Bläulinge und Perlmuttfalter im fröhlichen Gewimmel. Nirgends noch sah ich je eine solche Fülle versammelt wie auf meiner Heimat Flur in Gärten, Wiesen und Wäldern!“
Im Spätsommer und Herbst blühen dann die Enziangewächse, das Tausendgüldenkraut, der Deutsche Enzian und der Fransenenzian. Für ihren Fortbestand sind diese Enziangewächse als einjährige Pflanzen auf lockeroffene Vegetationsflächen angewiesen. Das Weidevieh auf dem Distelberg, wie die Schafe, Ziegen und Esel, begünstigen durch das abgrasen der Flächen und mit ihren Hufen die Entwicklung einer sogenannten Trittrasengesellschaft mit vielen kleinflächigen Bereichen mit offener Bodenoberfläche zwischen den verbleibenden Gräsern und Wiesenkräutern. Weiterhin verhindert das Weidevieh bei einer sporadisch spärlichen Beweidung durch den Verbiss die Verbuschung der offenen Wiesenflächen. Durch die Verbuschung, den Aufwuchs von Gehölzen, würden sich die offenen Wiesenflächen im Laufe der Zeit zu geschlossenen Gebüschflächen und anschließend in noch höhere geschlossene Waldflächen, mit wesentlich geringeren Arten- und Individuenzahlen entwickeln.